# Bruggei matutinum

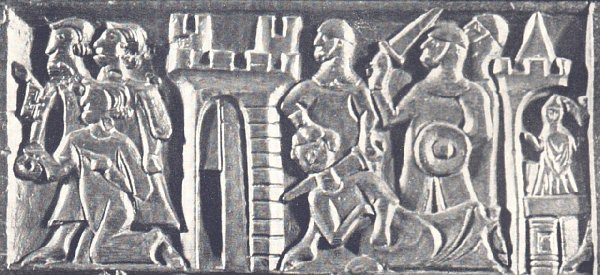
A bruggei mészárlás ábrázolása a courtrai-i ládán

A bruggei matutinum vagy bruggei mészárlás (franciául Matines de Bruges, hollandul Brugse Metten) néven ismert esemény 1302. május 18-ára virradó éjszaka történt, amikor Brugge város polgársága és a városi milícia lemészárolta a várost megszálló francia sereget, illetve támogatóikat. Az esemény elnevezése a szicíliai vecsernye mintájára alakult ki, a mészárlás az 1572-es Szt. Bertalan-éji mészárláshoz hasonlít.
A mészárlás megtorlására IV. Fülöp francia király megtorló hadjáratot indított a flamandok ellen, de az 1302. július 11-én vívott Aranysarkantyús csatában a francia sereg megalázó vereséget szenvedett a jórészt városi milicistákból álló flamand seregtől.

## A felkelés előzményei
Brugge városát a 12–13. században szoros kapcsolatok fűzték az angol és skót gyapjútermelőkhöz, a város a flamand szövetkereskedelem és a gyapjúszövő-ipar egyik jelentős központja lett, polgársága ennek köszönhette jólétét. A város jelentős bevételekre tett szert és folyamatosan fejlődött a flamand hercegek védelme alatt.
A 13. század vége felé Guy de Dampierre flamand herceg, aki névleg a francia király hűbérese volt, megpróbált hűbérurával szembeszállni és Flandria önállóságát visszaállítani. Mikor 1297-ben Guy semmissé nyilvánította hűbéri esküjét, IV. Fülöp francia király sereget küldött Flandria elfoglalására és 1300-ban Jacques de Châtillon de Saint-Polt nevezte ki Flandria helytartójának.
A francia megszállást támogatta a Leliaarts párt, a tehetős polgárok és magasabb rangú városi tisztségviselők szövetsége, de ellenezték a Liebaartsok, a textiliparban foglalkoztatott iparosok, művészek és szegényebb polgárok rétege. Brugge városában a Leliaarts városi tanács letartóztatta Pieter de Coninck szövőmestert, a Liebartsok helyi vezetőjét. A Liebaartsok ekkor fellázadtak és kiszabadították Pietert börtönéből, valamint elűzték a városból a Leliaartsok vezetőit, saját uralmuk alá vonva a városi tanácsot. Flandria kormányzója, Jacques de Châtillon természetesen nem engedhette, hogy a francia érdekek sérüljenek, és serege élén a lázadó Brugge elfoglalására indult.
A város Liebaarts vezetői a sereg közeledtének hírére ekkor feladták a várost, mert még nem voltak felkészülve a fegyveres ellenállásra. Jacques de Châtillon száműzte Pieter de Coninckot és a lázadók főbb vezetőit, illetve eltörölte a városnak az angol gyapjú importjára vonatkozó királyi előjogait és vámmentességét, ami még nagyobb felháborodást váltott ki a textiliparból élőkből.
A franciák távozása után 1301 decemberében Pieter de Coninck lázadói élén visszatért, ezúttal már Guy de Dampierre támogatásával, és ismét elfoglalta a várost. A siker hatására Gent városában is felkelés tört ki, illetve a herceg általános felkelést hirdetett a francia uralom ellen.

## A franciák bevonultak Bruggébe
Jacques de Châtillon 1302 májusában Kortrijk városa környékén gyülekeztette seregét, hogy a későbbiekben a lázadó flamand városok ellen vonuljon. A genti városi tanács ekkor küldöttséget menesztett a kormányzó táborába és a franciák kezére adta a várost. Pieter de Coninck vezetésével Brugge a fegyveres ellenállás mellett döntött.
A Brugge ellen vonuló francia sereg aránylag kisszámú volt, összesen kb. 800 fegyveresből állt - ebből is mintegy 120 nemesi lovag (a kor első számú fegyverneme) -, és május 17-én érkezett meg Brugge falai alá. A város falai alá érkező sereg látványára ismét a Liebaartsok ellen fordult a hangulat és a Lielaartsok vették át a hatalmat, száműzve mintegy 1000 lázadót a városból, akik a közeli Damme városába menekültek.
Bár Brugge ekkor ismét a franciák szövetségesének számító Leliaartsok uralma alatt állt, és megnyitotta kapuit Jacques de Châtillon előtt, de a franciák megszállóként, teljes hadfelszerelésben vonultak be a városba. A szegényebb polgárok körében számtalan pletyka terjedt, miszerint a franciák rengeteg kötelet hoztak, hogy kivégezzék a lázadókat, és az egész város a megtorlásra várt.
Május 17-e éjszakáján Jacques de Châtillon vacsorát adott a városi tanácsnak és főtisztjeinek, a lakoma egészen a hajnali órákig tartott. Időközben néhány polgár kiszökött a városból és Damme-ba sietett, hogy Pietert értesítsék a fejleményekről. A mészárlás május 18-án a hajnali órákban kezdődött, amikor a lázadók De Coninck és Breidel vezetésével visszatértek. A sereg két részre oszlott: az egyik De Coninck vezetésével a Porte Ste. Croix kapun keresztül a főtérre, míg a másik oszlop a Porte de Damme kapun keresztül a franciák szállása felé tartott. A támadók „Flandria oroszlánja!” (Leeuw van Vlaanderen!) kiáltásokkal támadtak a franciákra és helyi szövetségeseikre.

## „Schild ende Vriend”
A legenda szerint a felkelők a holland „schild ende vriend” (pajzs és barát) jelmondat kimondására köteleztek mindenkit, és akinek nehézségei akadtak a különben értelmetlen frázis helyes kiejtésével, azokat lemészárolták. A legenda hitelessége ellen szól, hogy a „schield” szó kiejtése a XIII–XIV. századi flamandban még nem jelentett nehézséget a kortárs francia anyanyelvűek számára, illetve a mészárlás áldozatául esett Leliaartsok, mind a flamand anyanyelvűek természetesen tökéletesen ki tudták ejteni e szavakat.
Egy másik verzió szerint a csatakiáltás a „des gildens vriend” volt, aminek a jelentése hollandul „a céhek barátja”.

## A mészárlás következményei
A 18-ára virradó mészárlás áldozatainak száma nem ismert, de legfeljebb néhány száz fő lehetett. Mintegy 90 francia lovag esett fogságba és maga Jacques de Châtillon is csak nagy nehézségek árán menekült el a városból.
A mészárlás után a felkelés tovább terjedt Flandriában. Guillaume de Jülich (Guy flamand gróf unokája) Bruggébe érkezett, hogy támogassa és vezesse a lázadókat. Jean de Namur, Guy másik fia, szintén segítséget küldött a városiaknak saját fia, Guy de Namur vezetésével. A formálódó flamand sereg magját a flamand városok, elsősorban a bruggei milícia adta, kiegészítve egyszerű polgárokkal, környékbeli földművesekkel, textilipari munkásokkal és művészekkel, illetve a flamand grófhoz még hű nemesi lovagokkal.
A sereg 1302. július 11-én Kortrijk városa alatt találkozott a II. Robert d’Artois gróf vezetése alatt álló francia sereggel a ma aranysarkantyús csata néven ismert ütközetben. A csatatér domborzati viszonyait kihasználva a flamand sereg olyan súlyos vereséget mért a francia lovagokra, hogy a csatatérről kb. 500 arany sarkantyút gyűjtöttek össze a csata másnapján. Maga a fővezér, II. Robert d’Artois gróf is életét vesztette, mintegy 75 főnemessel és 1000 egyéb lovaggal együtt.
Bár későbbiekben a francia királynak sikerült a felkelést leverni és Flandriát a francia koronához csatolni, de a felkelés vezetőit, Jan Breydelt és Pieter de Coninckot később mint népi hősöket ünnepelték. Szobruk 1887 óta Brugge főterén áll.

## Egyéb
A felkelés, illetve a mészárlás eseményeit a courtrai-i láda is megörökítette.

## Fordítás
- Ez a szócikk részben vagy egészben  a   Brugse Metten című holland Wikipédia-szócikk fordításán alapul.  Az eredeti cikk szerkesztőit annak laptörténete sorolja fel. Ez a jelzés csupán a megfogalmazás eredetét és a szerzői jogokat jelzi, nem szolgál a cikkben szereplő információk forrásmegjelöléseként.
- Ez a szócikk részben vagy egészben  a   Matines brugeoises (histoire) című francia Wikipédia-szócikk fordításán alapul.  Az eredeti cikk szerkesztőit annak laptörténete sorolja fel. Ez a jelzés csupán a megfogalmazás eredetét és a szerzői jogokat jelzi, nem szolgál a cikkben szereplő információk forrásmegjelöléseként.
- Ez a szócikk részben vagy egészben  a   Bruges Matins című angol Wikipédia-szócikk fordításán alapul.  Az eredeti cikk szerkesztőit annak laptörténete sorolja fel. Ez a jelzés csupán a megfogalmazás eredetét és a szerzői jogokat jelzi, nem szolgál a cikkben szereplő információk forrásmegjelöléseként.